# 大津リサ
大津 リサ（おおつ リサ、1988年2月18日 - ）は、日本の女性モデル、レースクイーンである。
宮崎県西都市出身。キャンプロモーション所属。

## 略歴
2009年からモデル活動を開始。当初の所属事務所はアイスモデルマネジメント だったが、その後ヴィーナスエイト を経て現事務所に移る。
2015年のSUPER GTで「Weds Sport」（RACING PROJECT BANDOH）のレースクイーンとして活動。Wedsとしては最後の昭和生まれ（1988年〈昭和63年〉生）のレースクイーンとなった。その後2016年と2017年に「auサーキットクイーン」（LEXUS TEAM TOM'S）を務めており、延べ3年間にわたってSUPER GT500クラスのチームに携わった。また同じ事務所の荒井つかさと共に「GOODYEARエンジェル」として2016年と2017年の2年間、D1グランプリなどのイベントで活動していた。
またレースクイーンや自動車系イベントの他、宝石専門チャンネル「GSTV」への出演もこなす。

## 人物
- 趣味：歴史・DVD観賞、カラオケ、旅行。
- 特技：ヨガ、バスケットボール。
- 好きなアーティストは安室奈美恵[13]。
- 2011年頃からピラティスにハマり、2013年にはFTPマットピラティスベーシックインストラクターの免許を取得した[14]。

## 経歴

### レースクイーン
| 年     | カテゴリー   | チーム名                                         | 他メンバー                     | 備考                                      |
| ------ | ------------ | ------------------------------------------------ | ------------------------------ | ----------------------------------------- |
| 2015年 | SUPER GT     | Weds Sport Racing Gals （RACING PROJECT BANDOH） | 仲村ありさ                     |                                           |
| 2016年 | D1グランプリ | GOODYEARエンジェル                               | 荒井つかさ 瀬野ユリエ 西村麻依 | [ 9 ] [ 10 ]                              |
| 2016年 | SUPER GT     | LEXUS TEAM TOM'S 「au Circuit Queen」            | 柳原ゆう                       | 第4戦（於：スポーツランドSUGO）から参加。 |
| 2016年 | スーパー耐久 | Diamango BMW Z4 「Diamango Girl」                |                                | 第4戦（於：富士スピードウェイ）のみ参加。 |
| 2017年 | SUPER GT     | LEXUS TEAM TOM'S 「au Circuit Queen」            | 柳原ゆう                       | 前年より続投。                            |
| 2017年 | D1グランプリ | GOODYEARエンジェル                               | 荒井つかさ 沙倉しずか          | 前年より続投。                            |
| 2018年 | MotoGP       | Team SUZUKI ECSTER レースクイーン                | 枇杷田えみ 葉加瀬りょう        | [ TW 1 ]                                  |

### テレビ出演
- ジャパカル（Dlife、2016年1月 - 3月）アシスタントMC[17]
- GSTV モデル出演（2015年[12] - 現在）

### MV
- 前川清「嘘よ」（テイチクエンタテインメント、2017年9月19日発売）[18]

### イベントコンパニオン
| イベント名           | 出演年                 | 出演ブース             |
| -------------------- | ---------------------- | ---------------------- |
| 東京モーターショー   | 2009年                 | 豊田自動織機           |
| 東京モーターショー   | 2011年・2013年・2017年 | SUZUKI                 |
| 東京モーターショー   | 2015年                 | 三菱自動車             |
| 東京モーターショー   | 2019年                 | ALPINA                 |
| 東京ゲームショウ     | 2010年                 | AR Drone               |
| 東京ゲームショウ     | 2011年                 | バンダイナムコゲームス |
| 東京ゲームショウ     | 2014年                 | DELL エイリアンウェア  |
| 東京ゲームショウ     | 2016年                 | FUN CREW               |
| 東京ゲームショウ     | 2018年                 | Twitch                 |
| CEATEC JAPAN         | 2010年 - 2014年        | NTTドコモ              |
| Interop Tokyo        | 2014年                 | 日立金属               |
| Interop Tokyo        | 2015年                 | SCSK                   |
| 東京オートサロン     | 2014年                 | ブリヂストン           |
| 東京オートサロン     | 2015年・2017年         | メルセデス・ベンツ     |
| 東京オートサロン     | 2016年                 | Weds                   |
| 東京オートサロン     | 2018年                 | GOODYEAR               |
| 名古屋オートトレンド | 2014年                 | ブリヂストン           |

※なお、2021年は東京オートサロンが幕張メッセでの客入れ開催を取りやめた関係で、大津が“MODELLISTA MUSE”（モデリスタミューズ）としてバーチャルオートサロンに登場している。

### その他イベント
- 朝日住まいづくりフェア2014（2014年5月30日 - 31日、東京ビッグサイト） - プールカンパニーブースのコンパニオンとして参加[32]
- 「HEAT 36」ラウンドガール（2015年11月29日、名古屋国際会議場イベントホール） - 相方：吉江幸貴[33]
- 「第19回袖森フェスティバル」レースクイーン（2016年2月14日、袖ヶ浦フォレストレースウェイ） - 相方：忍野さら[TW 3]
- 「第20回袖森フェスティバル」レースクイーン（2016年4月29日、袖ヶ浦フォレストレースウェイ） - 相方：荒井つかさ[34]
- GY-WEST ドリフトチャレンジ2016（2016年6月5日、スポーツランドTAMADA）[35]
- GY-WEST ドリフトチャレンジ2017（2017年6月11日、スポーツランドTAMADA）[36]
- 2017 MotoGP 日本グランプリ（2017年10月14日 - 15日、ツインリンクもてぎ） 
荒井つかさと共にTeam SUZUKI ECSTERのアンブレラガールとして参加[37]
- 岩洞湖4WDオフロードレース30th（2018年8月26日、盛岡市・オフロードコース岩洞） - 蒼井晴香と共にイメージガールとして参加[38]